# روبرت ديكسون (مستكشف)
روبرت ديكسون (بالإنجليزية: Robert Dixon)‏ هو مستكشف أسترالي، ولد في 1800 في دارلينغتون في المملكة المتحدة، وتوفي في 8 أبريل 1858 في سيدني في أستراليا.